# Liste des phares d'Israël

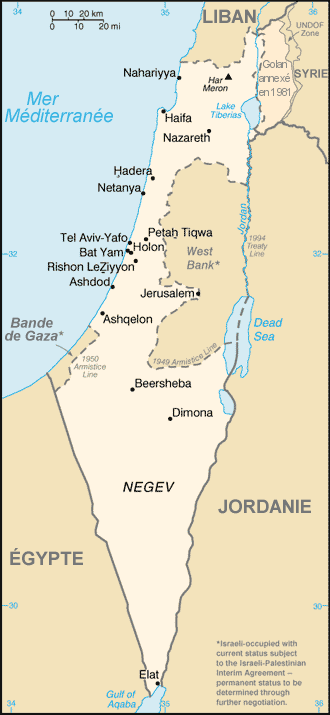
Carte d'Israël

Liste des phares d'Israël : Les phares d'Israël sont tous situés le long de ses 273 kilomètres de côte. La majeure partie de la côte d'Israël fait face à l'ouest sur la mer Méditerranée, avec un littoral court à la pointe du sud du pays, sur le golfe d'Aqaba. Les ports principaux d'Israël sont le port d'Haïfa et le port d'Ashdod sur la Méditerranée, et le port d'Eilat sur le golfe d'Aqaba. Tous les phares sauf le phare d'Eilat sont situés le long de la côte méditerranéenne, entre Ashkelon au sud et Acre au nord. Les phares actifs d'Israël sont entretenus par l'Autorité israélienne des ports, une autorité statutaire du Ministère des transports et de la sécurité routière.
Basé sur des preuves historiques, numismatiques et archéologiques, les archéologues croient que les Romains ont construit un phare sur un îlot près de l'entrée du port d' Akko (Acre) . Les restes d'un phare colossal mentionné par l'historien juif romain Flavius Josèphe ont été découverts à Caesarea Maritima.
|                   |
| Reading- Tel Aviv |

|        |
| Ashdod |

|      |
| Acre |

## District nord
- Phare d'Acre

## District de Haïfa
- Phare d'Haïfa
- Phare Stella Maris

## District centre
- Phare de Mikhmoret

## District de Tel Aviv
- Phare d'Herzliya
- Phare Reading (Inactif)
- Phare de Tel Aviv Marina
- Phare de Jaffa (Inactif)

## District sud
- Phare d'Ashdod
- Phare d'Ashkelon (Marina)
- Phare d'Ashkelon
- Golfe d'Aqaba :
  - Phare d'Eilat